# Corynoneura chandertali
Corynoneura chandertali är en tvåvingeart som beskrevs av Singh och Jai Kisahn Maheshwari 1987. Corynoneura chandertali ingår i släktet Corynoneura och familjen fjädermyggor. Inga underarter finns listade i Catalogue of Life.